# Sojuz 16
Sojuz 16 è stata una missione della navicella spaziale sovietica Sojuz del dicembre 1974. Si trattò del quindicesimo volo equipaggiato di questa capsula nonché del trentunesimo volo nell'ambito del programma Sojuz sovietico. Servì principalmente quale preparazione del programma test Apollo-Sojuz (ASTP).

## Equipaggio
- Anatolij Vasil'evič Filipčenko (secondo volo), comandante
- Nikolaj Nikolaevič Rukavišnikov (secondo volo), ingegnere di bordo

## Missione
Con il volo della Sojuz 16 venne completamente simulata la parte sovietica del ASTP. Si trattò in particolare di testare il sistema di aggancio appositamente modificato e gli strumenti per modificare l'atmosfera all'interno della cabina della navicella Sojuz. Infatti, l'atmosfera delle capsule Apollo era composta da ossigeno puro, mentre a bordo delle Sojuz si respirava dell'aria normale, cioè la miscela azoto/ossigeno. Per non costringere gli equipaggi delle due navicelle a rimanere per periodi prolungati nella chiusa d'aria tra le due navicelle in caso di trasferimento verso l'altra navicella onde consentire l'adattamento della circolazione sanguinea alle diverse situazioni d'atmosfera, venne deciso di aumentare all'interno della Sojuz la percentuale di componente d'ossigeno della miscela nonché di diminuire la pressione all'interno della cabina da 760 mm a 540 mm di mercurio. Per il nuovissimo ed appena sviluppato sistema d'aggancio vennero eseguite durante la 32ª e la 38ª orbita terrestre simulazioni d'aggancio idrauliche con una controparte appositamente trasportata con questa navicella spaziale.